# 红肩金刚鹦鹉

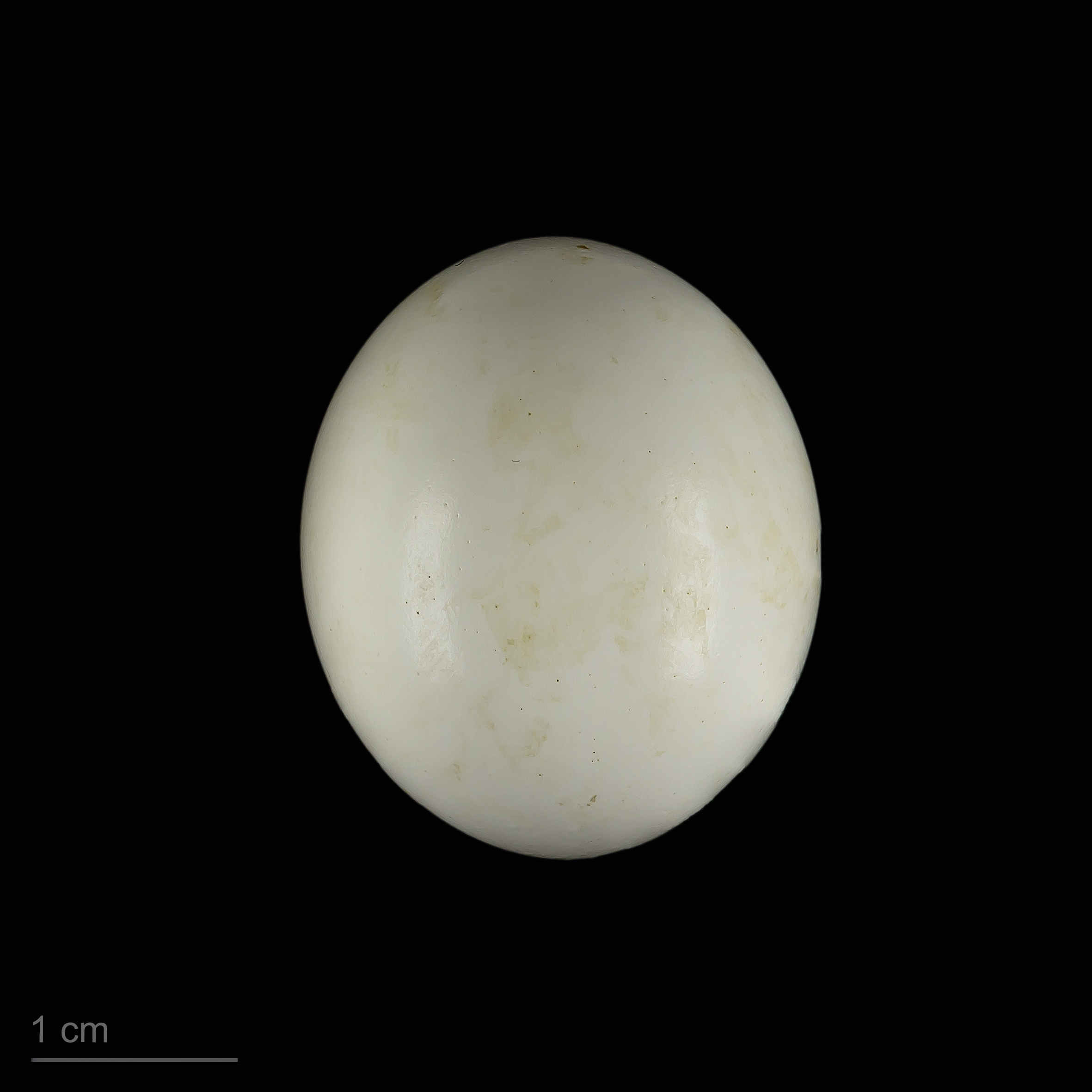
卵 Diopsittaca nobilis

红肩金刚鹦鹉是体型最小的金刚鹦鹉。体长约32.5厘米，寿命可达20年。主体为暗绿色，头部分布少量蓝羽，有时翅上可能有红羽毛，喙黑色。分布在圭亚那、委内瑞拉、巴西、秘鲁、波利维亚等处。栖息于开阔森林，食物有水果、种子、坚果、花朵等，喜沐浴。每次产卵4-6颗，孵化期25天，羽化期55天。